# Королевское общество защиты природы
Королевское общество охраны природы (RSPN) (Дзонг-кэ: རྒྱལ་འཛིན་རང་བཞིན་སྲུང་སྐྱོབ་ཚོགས་སྡེ་; Транскрипционная система Вайли: Rgyal-'dzin Rang-bzhin Srung-skyob Tshogs-sde;) — первая и единственная в Бутане неправительственная некоммерческая организация с общенациональной деятельностью.
С момента своего создания в 1987 году РСПН помогала экологическому просвещению и пропаганде, сохранению и устойчивому жизнеобеспечению, исследованиям и новым проблемам, таким как изменение климата, вода и твердые отходы. Общество было зарегистрировано в соответствии с законом Бутана о компаниях, со специальным положением о некоммерческой организации.

## Деятельность
РСПН активно занимается исследованиями и сохранением исчезающих видов животных.
РСПН уже более двух десятилетий работает в долине Пхобджика, район Вангди-Пходранг, где обитает находящийся под угрозой исчезновения Черношейный журавль (Grus nigricollis). Эта долина содержит экологические коридоры, соединяющие национальный парк Джигме-Сингье-Вангчук с другими охраняемыми районами Бутана, однако большая часть этой территории не находится под официальной защитой правительства. Для удовлетворения экологических и социальных потребностей РСПН инициировала проекты по содействию устойчивому экотуризму, альтернативной энергетике и водоснабжению, управлению отходами, сохранению водно-болотных угодий, органическому земледелию, вариантам получения дохода, таким как изготовление сувениров, а также по сохранению лесных ресурсов в тесном сотрудничестве с Департаментом лесного и паркового хозяйства.
В рамках программы экологического образования и пропаганды РСПН в сотрудничестве с министерством образования, создала школьные природные клубы во всех школах страны. Природные клубы активно участвуют в создании экологического сознания в школе и в окружающих общинах. Более 1000 учителей были обучены управлению деятельностью клуба природы в школах.
Совместно с Королевским университетом Бутана, РСПН ввела блоки экологических исследований в педагогических колледжах. РСПН также распространила свою программу экологического образования на монастырские школы. Были разработаны материалы экологического просвещения, а монахи и монахини прошли подготовку для проведения природоохранных мероприятий.